# Fenassar

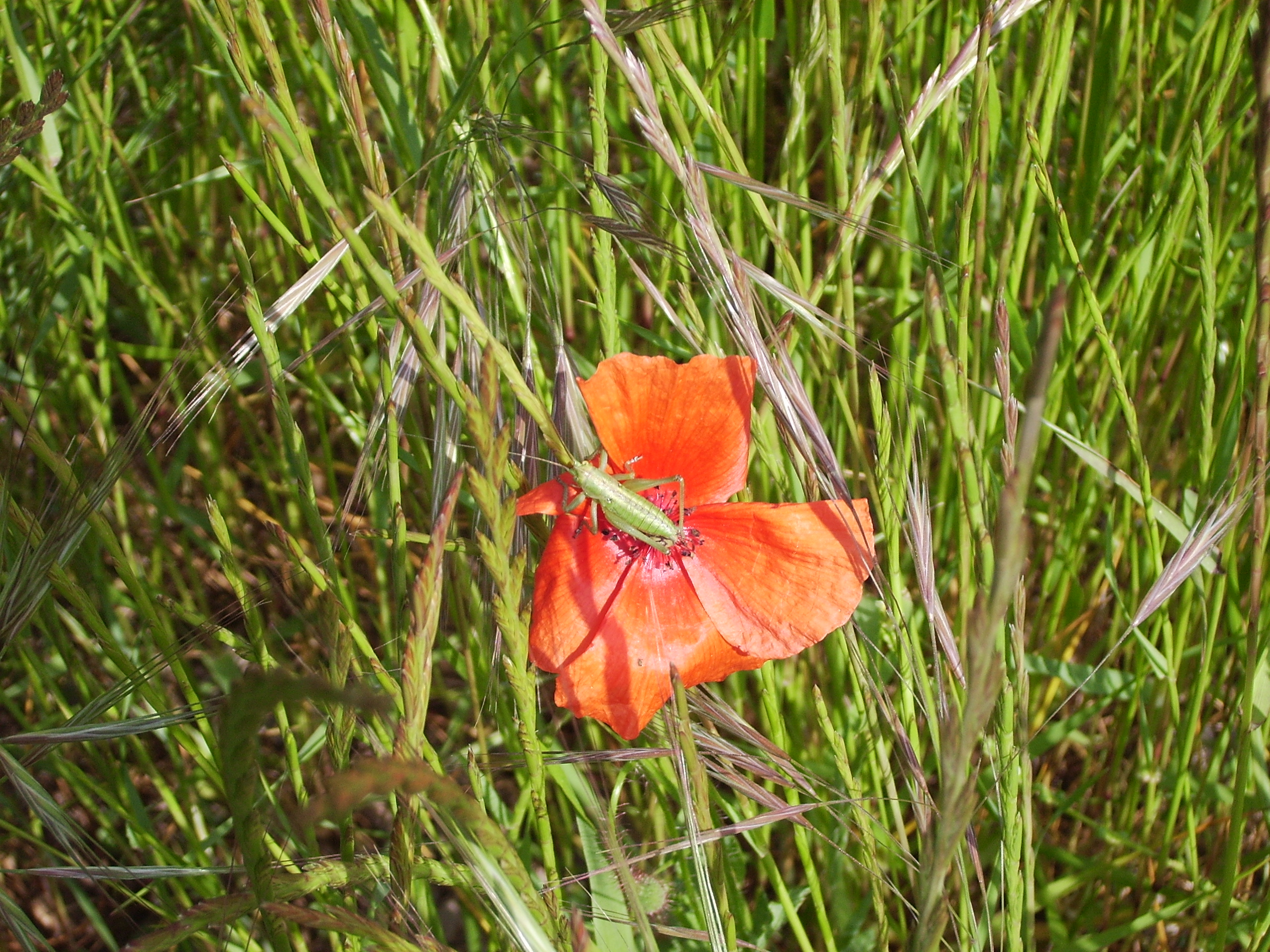
Un gríl·lid i una rosella en un fenassar a la Serra de Castelltallat

Imatge estival d'un fenassar típic (Brachipodietum phoenicoides) en un marge al Papiol (Baix Llobregat). Hi destaquen sobretot el fenàs de marge (Brachypodium phoenicoides), amb moltes fulles, i algunes espigues de Dactylis glomerata. Fixeu-vos també en els pins bords (Pinus halepensis) que, en absència de pastura o estassades, tendeixen a envair el fenassar.

Un fenassar és un prat, més aviat sec, dominat pel fenàs de marge (Brachypodium phoenicoides), una gramínia. N'hi ha de diferents tipus, que formen l'aliança Brachypodion phoenicoides, el nom de la qual, pres del nom científic del fenàs de marge, és prou expressiu de la seva composició.
Fan de 40 a 80 cm d'alçada i recobreixen el terreny de manera contínua. El seu sistema radicular és potent i diversificat i aguanten molt bé la terra impedint-ne l'erosió de manera eficaç. Necessita terres d'una certa fondària amb suficient capacitat de retenció d'aigua, de més de 40 cm, i on el sòl és més prim el fenassar és substituït pel llistonar, que és un prat dominat per una altra espècie del mateix gènere, el llistó (Brachypodium retusum).
Es fan en climes subhumits en els quals no hi ha prou humitat per a un desenvolupament òptim de l'herba durant l'estiu, però amb suficient humitat la resta de l'any. Fora de l'època de creixement actiu (de mitjan primavera a principi d'estiu) presenten un aspecte més aviat sec. A l'estiu, però, tenen fulles verdes al costat de les seques.
Dominen en molts marges i talussos de la part dels Països Catalans, de clima intermedi entre els humits i els semiàrids. Es mantenen si són pasturats pel bestiar menor (ovelles i cabres), i sense ser pasturats evolucionarien cap a bosquines i comunitats forestals, si no ho impedeix algun altre factor.

## Classificació dels fenassars
Dins de l'aliança Brachypodion phoenicoides Br.-Bl. (que pertany a l'ordre Brachypodietalia phoenicoides, a la classe Ruderali secalietalia i a la divisió Vulpio-Brachypodiea retusi) els fenassars es classifiquen en les següents associacions (s'indiquen només les que hi ha a Catalunya, el País Valencià i les Illes Balears):
- Fenassar típic (Brachipodietum phoenicoidis): És la forma més tendra i majestuosa, i la que correspon més bé a la descripció general que hem donat. Necessita una certa humitat, per la qual cosa es troba sobretot a les zones més humides del domini de l'alzinar i a vegades al de les rouredes, situant-se sobretot als marges dels conreus (d'aquí el nom de fenàs de marge de l'espècie dominant). Arriba al País Valencià, però a les comarques més eixutes només es troba a les fondalades més humides. Aquesta comunitat és present, però escassa, a Mallorca i Eivissa.
- Fenassar amb pèsol valencià (Lathyro-Brachipodietum phoenicoidis): Caracteritzada per la presència del pèsol valencià (Lathyrus tremolsianus). Es troba en algunes muntanyes del País Valencià.
- Fenassar amb fromental petit (Trisetario-Brachipodietum phoenicoidis): Semblant al fenassar típic però propi de llocs més humits, pel que hi poden viure algunes espècies de distribució centreeuropea com el fromental gros(Arrhenatherum elatius) i el fromental petit (Trisetum flavescens). Es fa a l'est de Catalunya.
- Fenassar amb polígala gironina (Polygalo-Brachipodietum phoenicoidis): Molt semblant al fenassar amb fromental petit, però amb polígala gironina (Polygala vulgaris ssp. mediterranea var. gerundensis).
- Fenassar amb pericó perfoliat (Hyperico-Brachipodietum phoenicoidis). Menorca.
- Fenassar d'estaca rossí groc (Brachypodio-Kundmannietum siculae). Mallorca oriental
- Pradell d'herba-fam (Salvio-Plantaginetum albicantis): no és exactament un fenassar, precisament per escassesa de fenàs, però s'incloem aquí perquè la semblança de la seva composició amb les comunitats precedents ha dut els fitosociòlegs a classificar-la dins de la mateixa aliança. És una pastura de poca entitat, corrent a la terra baixa, on les espècies dominants són l'herba-fam (Plantago albicans) i el tàrrec (Salvia verbenaca).